# Скарби Матекумбе
Скарби Матекумбе (англ. Treasure of Matecumbe) — американський пригодницький фільм 1976 року.

## Сюжет
У післягромадянській війні Кентуккі колишній раб Бен (Роберт ДоКуї) прибуває до Грассі, що розкладається плантації, де молодий Дейві Берні (Джонні Доран), його тітки Еффі (Джейн Уайатт) і Лу (Вірджинія Вінсент), і молодий колишній -раб Тад (Біллі Атмор) у прямому ефірі. Бен виявляє, що батько Дейві сховав карту скарбів у книзі в будинку. Тієї ночі північний капітан килима Спенглер (Вік Морроу) та його люди атакують плантацію, але Еффі допомагає хлопцям врятуватися. Бен вириває карту з книги і передає її хлопцям, перш ніж Спенглер застрелить і вб'є.
Книжка для хлопців, дешевий проїзд на пароплаві прямував вниз по річці Міссісіпі до Нового Орлеана. Вони знаходять безтурботну Лоріетт Пекстон (Джоан Хакет), "втікаючу наречену". Вона обманює азартного гравця (Діка Ван Паттена) з 400 доларів та кільця. Одного вечора злодій викрадає гаманець Дейві (в якому є його гроші та карта). Коли Лоріетта намагається його зупинити, він штовхає її за борт. Хлопчики стрибають у річку і рятують її. Лорієтта обміняє своє кільце на мула та візок, і тріо добирається до наступного міста. Лорієт перетворює хлопців як втікачів, але вони тікають. Шпенглер чує про перерву в'язниці і повертається на слід хлопців.
Деві і Тад зустрічаються з продавцем зміїної олії доктором Юінг Снодграсс (Петро Устінов) та приєднуйтесь до його шоу. У сусідньому місті Лорієт бачить шоу. Шпенглер та його люди також бачать хлопців на сцені, а Дейві тікає. Як тільки Шпенглер збирається штовхнути Дейві через скелю, Лорієт втручається і відганяє його пістолетом. Лорієт та доктор Снодграсс тепер усвідомлює, що розповідь хлопців про карту скарбів відповідає дійсності. На основі опису карти Дейві Снодграсс вишиває грубу копію карти на носовій хустці.
Дейві пропонує шукати його дядька Джима (Роберт Фоксворт), будинок якого знаходиться по річці. Використовуючи човен Снодграсса, вони прибувають додому до Джима саме тоді, коли його збирається лінчувати Ку-клукс-клан для підтримки Півночі. Тад рятує Джима, полюбляючи коктейлі Молотова у клані, що відганяє їх. Вони продовжують рух по річці і зупиняються на ніч з деякими річковими людьми. Танці Лоріетта виявляються занадто провокаційними для грубих чоловіків, і Джим рятує її від їхніх успіхів. При наступній посадці група потрапляє в засідку Шпенглера та його людей, які швидко їхали вперед, щоб наздогнати їх. Джим веде Шпенглера та його людей, тоді як Снодграсс, Дейві, Тад та Лорієтта викрадають пароплав (підриваючи човен Снодгреса, щоб запобігти переслідуванню).
У Новому Орлеані четвірка сідає на поїзд, який прямував до Флориди, але їх помічають люди Шпенглера. Дійшовши до острова Матекумбе, група наймає екскурсовода, щоб провести їх через болото. Провідник видає їх і везе до Шпанглера. Доктор. Снодграсс передає свою вишиту копію карти скарбів Шпенглеру, щоб врятувати життя Дейві. Шпенглер та його люди кидають групу на болоті та шукають скарб. Наступного дня Дейві та інші з подивом бачать, як дядько Джим прибув на човні під проводом свого друга-семінола Чарлі (Валентина де Варгаса). Група використовує човен Чарлі, щоб прямувати до острова та місця зі скарбами, хоча Чарлі каже, що воно розташоване на території небезпечного племені корінних американців "Кугар".
Снодграсс тепер виявляє, що він цілеспрямовано змінив вишивку карти скарбів, і Шпенглер шукає не в тому місці.
Група знаходить похований скарб, як тільки потрапляє ураган. Снодграсс виноситься у море гігантською хвилею. Інші натрапляють на могильник Кугар і знаходять притулок у могилі вождя. Після проходження урагану група знаходить і викопує скарб. Шпанглер та його люди помічають Дейві та його друзів і тікають. Деві і Тад ведуть Спанглера в могильник, як тільки приїжджає велика кількість пум. Шпенглер та його люди оскверняють кілька могил та споруд, переслідуючи Дейві та Тада. Зупинившись, побачивши скриню зі скарбами, Шпанглера та його людей схоплюють Пуми. Корінні американці, не зацікавлені в скрині, знімають лиходіїв, щоб їх убивали.
Дейві та його друзі беруть скарб і вирушають назад на пляж, де знаходять доктора. Снодграсс поранений, але живий. Джим і Лоріетта, кохані зараз, погоджуються переїхати до Грейсі разом з Дейві і Тадом, і Дейві запрошує доктора. Снодграсс приїхати жити з ними.

## У ролях
| Актор              | Роль                     |
| ------------------ | ------------------------ |
| Роберт Фоксворт    | Джим                     |
| Джоан Геккет       | Лоретта Пекстон          |
| Пітер Устінов      | доктор Юінг Т. Снодграсс |
| Вік Морроу         | Спенглер                 |
| Джонні Доран       | Дейві                    |
| Біллі «Поп» Етмор  | Тед                      |
| Джейн Ваєтт        | тітка Еффі               |
| Вірджинія Вінсент  | тітка Лу                 |
| Роберт Дукуй       | Бен                      |
| Дон Найт           | Скаггс                   |
| Міллс Вотсон       | Кетрелл                  |
| Даб Тейлор         | шериф Форбс              |
| Валентин Де Варгас | Чарлі                    |
| Дік Ван Паттен     | гравець                  |
| Джордж Ліндсі      | шериф                    |
| Логан Ремсі        | Колі                     |
| Джонатан Дейлі     | Пакстон Ферроу           |
| Джон Майерс        | капітан Бумер            |
| Ворд Донован       | шериф Коффі              |
| Джеймс Бродхед     | наречений                |
| Джон Стедмен       | конвоїр                  |
| Рекс Холман        | інформатор               |
| Клінт Річі         | командир плоскодонки     |
| Кен Ренард         | клієнт                   |
| Брайон Джеймс      | робітник                 |
| Джон Хейес         | водій                    |
| Джон С. Флінн III  | людина Спенглера         |
| Луї Еліас          | людина Спенглера         |
| Річард Райт        | людина Спенглера         |
| Девід С. Касс ст.  | людина Спенглера         |